# باربرا وايت
باربرا وايت (بالإنجليزية: Barbara Wyatt)‏ هي متزلجة فنية بريطانية، ولدت في 17 يوليو 1930 في برايتون في المملكة المتحدة، وتوفيت في 10 يناير 2012 في مونتريال في كندا.

## وصلات خارجية
- باربرا وايت على موقع أوليمبيديا (الإنجليزية)
- باربرا وايت على موقع اللجنة الأولمبية البريطانية (الإنجليزية)